# Rei dos Quatro Cantos

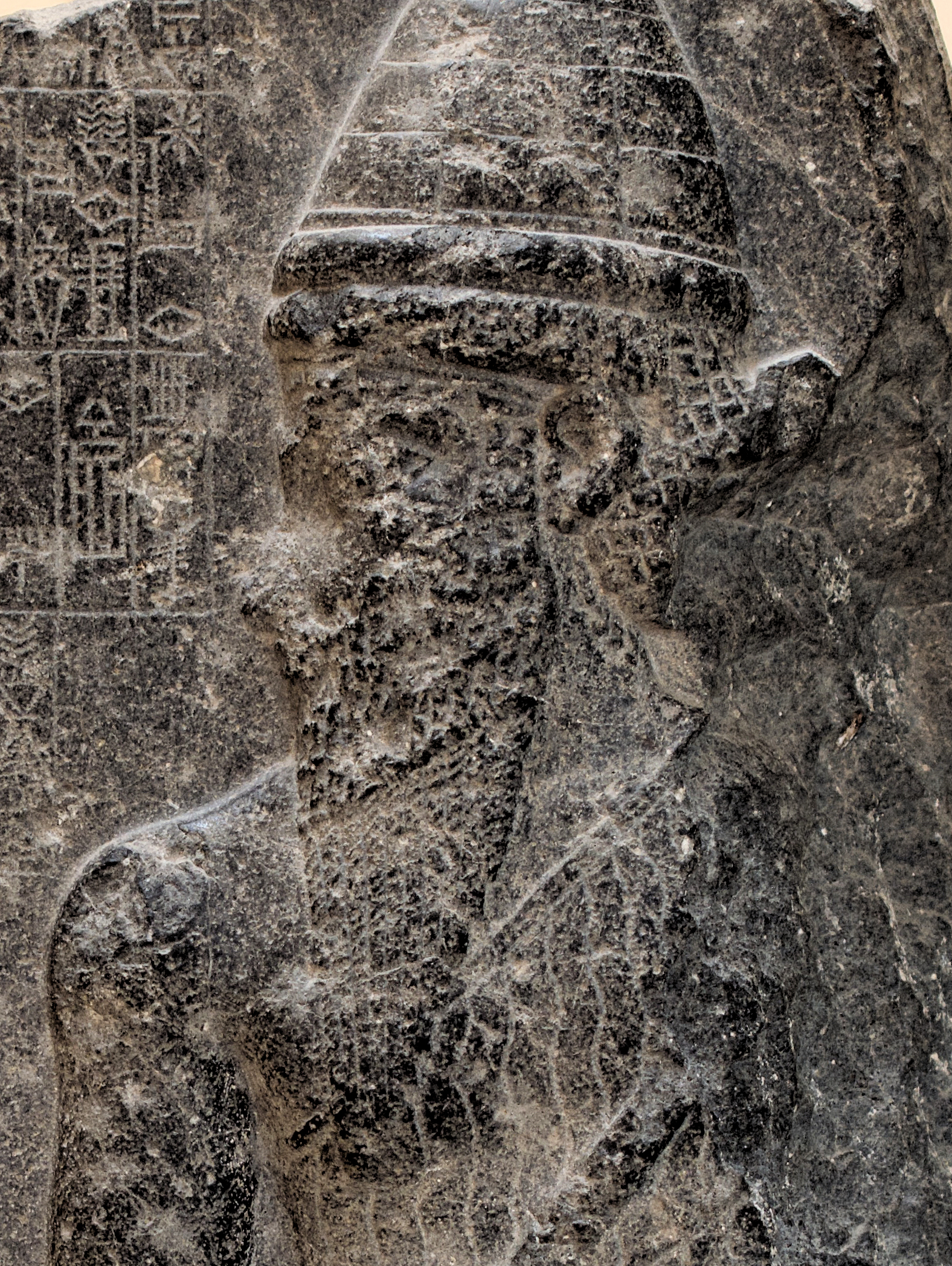
Relevo com retrato de Naram-Sin de Akkad, que reinou entre 2254 e 2218 a.C. e criou o título de Rei dos Quatro Cantos do Mundo. Relevo hoje abrigado no Museu Arqueológico de Istambul.

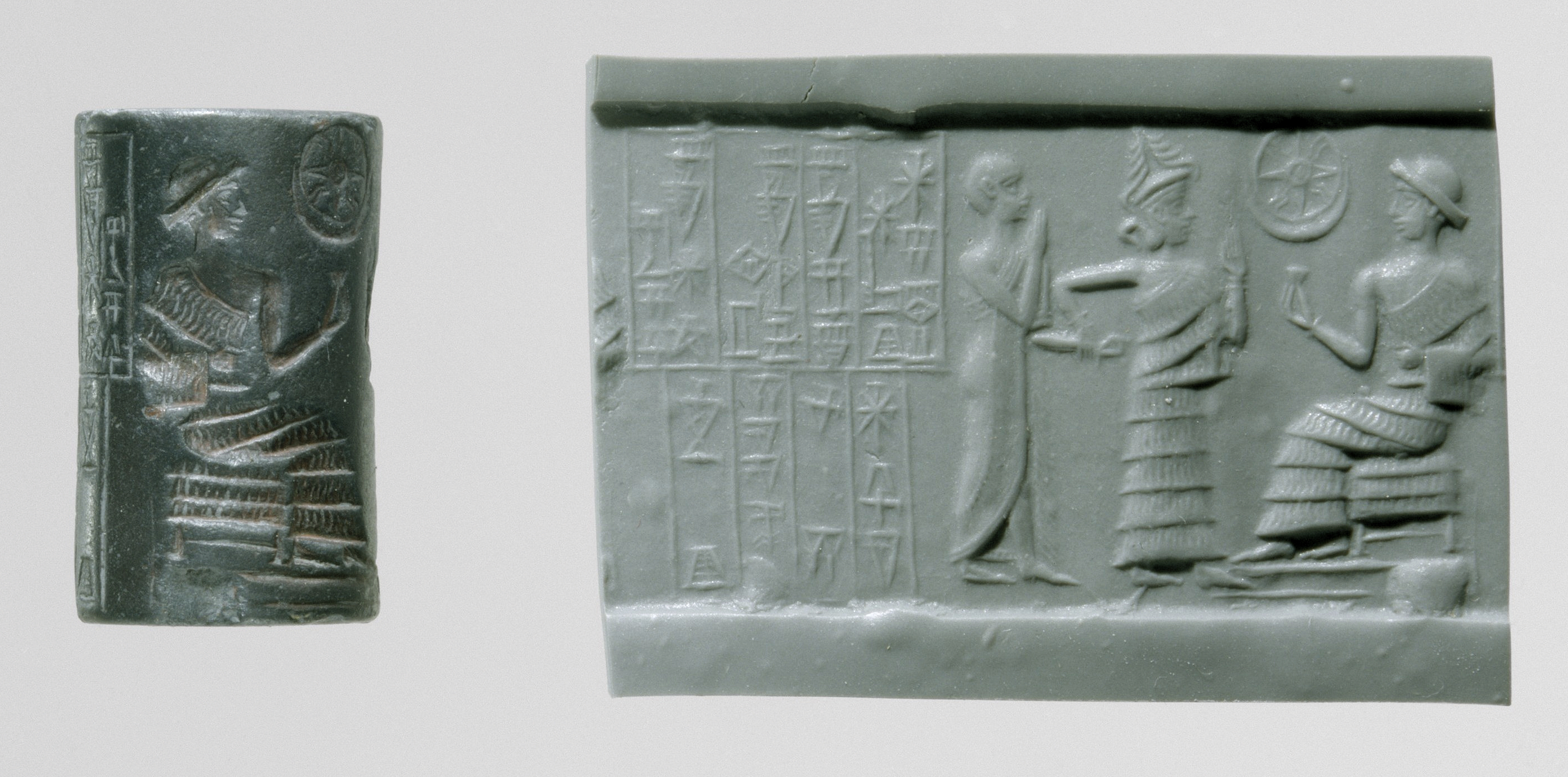
Selo do rei neosumério Ibbi-Sin no Metropolitan Museum of Art. A inscrição diz: "Ibbi-Sin, o rei forte, rei de Ur, rei dos quatro cantos do mundo".

Rei dos Quatro Cantos do Mundo ( sumério : lugal -an-ub-da-limmu-ba,  acadiano : šarru kibrat arbaim,  šar kibrāti arbaʾi,  ou šar kibrāt erbetti  ), também traduzido como Rei dos Quatro Quadrantes do Mundo, Rei dos Quatro Cantos do Céu ou Rei dos Quatro Cantos do Universo  e frequentemente abreviado para Rei dos Quatro Cantos,   era um título de grande prestígio reivindicado por poderosos monarcas na antiga Mesopotâmia . Embora "quatro cantos do mundo" se refira a locais geográficos específicos dentro e ao redor da Mesopotâmia, esses locais eram considerados, na época, como próximos das bordas reais do mundo. Assim, o título deve ser interpretado como equivalente a "Rei de todo o mundo conhecido", uma reivindicação de domínio universal sobre o mundo inteiro e tudo o que há nele.
O título foi usado pela primeira vez por Naram-Sin do Império Acadiano no século 23 a.C. e mais tarde foi usado pelos governantes do Império Neosumério, após o qual caiu em desuso. Foi revivido como um título por vários governantes assírios, tornando-se especialmente proeminente durante o Império Neoassírio . O último governante a reivindicar o título foi o primeiro rei persa aquemênida, Ciro, o Grande, após sua conquista da Babilônia em 539 a.C.
É possível, ao menos entre os reis assírios, que o título de Rei dos Quatro Cantos não fosse herdado pelos meios normais. Como o título não é atestado para todos os reis neoassírios — e, em alguns casos, só aparece anos após o início do reinado — é possível que cada rei precisasse conquistá-lo individualmente, talvez por meio de campanhas militares bem-sucedidas nos quatro pontos cardeais. Um título semelhante,  šar kiššatim (“Rei de Tudo” ou “Rei do Universo”), também de origem acádica e presente em alguns reis neoassírios, pode ter exigido sete campanhas militares bem-sucedidas. A diferença entre os dois títulos pode estar no escopo: o Rei do Universo reivindicaria domínio cosmológico, enquanto o Rei dos Quatro Cantos do Mundo reivindicaria domínio terrestre.